# 2 + 2 = 5 (canção)
"2 + 2 = 5" é o terceiro single do álbum de 2003 Hail to the Thief, da banda britânica Radiohead. A canção-tema tem, como todas as canções do mesmo álbum, um título alternativo, "The Lukewarm". O título evoca a "novela" de George Orwell, no momento em que o personagem principal admite que dois e dois são cinco, reflexo da sua perda de individualidade.
Ao contrário do que tem sido sugerido, a banda nega que a letra seja também uma crítica à controversa eleição de George W. Bush em 2000.
O vocalista Thom Yorke refere que o subtítulo "The Lukewarm" é uma referência à sensação de inevitabilidade da entrada no inferno como descrita por Dante em "A Divina Comédia".

## Faixas
Single de promoção
CD CDRDJ6623
1. "2 + 2 = 5" - 3:21

12" 12RDJWL6623
1. "Sktterbrain" (Four Tet remix)
2. "Remyxomatosis" (Christian Vogel RMX)

Single
CD one CDR6623
1. "2 + 2 = 5" - 3:21
2. "Remyxomatosis" (Christian Vogel RMX) - 5:07
3. "There There" (first demo) - 7:43

CD two CDRS6623
1. "2 + 2 = 5" - 3:21
2. "Skttrbrain" (Four Tet remix) - 4:26
3. "I Will" (Los Angeles version) - 2:14

DVD DVDR6623
1. "2 + 2 = 5" - 3:21
2. "Sit Down Stand Up" (Ed Holdsworth's video)
3. "The Most Gigantic Lying Mouth of All Time" (excerpt)

## Ver Também
- 2 + 2 = 5